# Гигантоклеточный артериит
Гигантокле́точный артерии́т — (лат. Arteriitis cranialis, arteriitis temporalis Horton) это системное воспалительное заболевание кровеносных сосудов, васкулит. В качестве синонима употребляют также наименование Болезнь Хортона.

## Патология
Гигантоклеточный артериит представляет собой распространённый системный васкулит в основном среднекалиберных и крупных артерий. Патологическое обследование выявляет грануломатозный панартериит с гигантскими клетками, лимфомононуклеарной инфильтрацией и стенозированием просвета сосуда вследствие пролиферации интимы. Этот инфильтрат состоит преимущественно из Т-лимфоцитов (CD 4+) и макрофагов. Т-клетки зачастую клонально пролиферируются, что можно считать реакцией на некий специфический антиген. Чаще всего воспалительный процесс обнаруживается в области наружной сонной артерии и её разветвлений (поверхностная височная артерия, реже затылочная артерия, до 30 % случаев в области глазной артерии и задней цилиарной артерии, в 10—15 % случаях поражены дуга аорты и её большие ответвления). Чувствительное ПЭТ-обследование может выявить субклинические поражения позвоночной артерии (до 30 % случаев), артерий руки (до 80 % случаев) и аорты (до 50 % случаев). Этиологически имеет место модулированная Т-лимфоцитами иммунная реакция при наличии генетической предрасположенности (ассоциация с HLA-DR4 или DRB 1*04-аллелями). Триггером считают вероятные инфекции, такие как вирус ветряной оспы (в биопсиях до 67 % случаев), Mycoplasma pneumoniae, парвовирусы (B19) и хламидии, а также боррелии).

## Эпидемиология
Заболеваемость в зависимости от возрастной категории составляет от 3,5 до 15—30/100 000 чел. в год. Женщины страдают в среднем в 3 раза чаще мужчин. Замечается повышенная частотность заболевания среди кровных родственников. Кроме того описаны случаи сезонного повышения частотности. Средний возраст начала заболевания — 70 лет.

## Симптоматика
Симптомы системного воспаления
- фебрильные (лихорадочные) или субфебрильные температуры
- ночное потоотделение
- потеря веса тела, нарушение аппетита
- общее болезненное состояние
- усталость, апатичность, депрессивные симптомы

Болевые симптомы
- височные боли (в 75 % случаев), обыкновенно односторонние, реже двусторонние; боли интенсивные, сверлящие или колющие, могут усиливаться ночью или во время кашля, поворота головы и физических нагрузок
- болезненные ощущения при надавливании на артериальный сосуд, отчасти утолщение сосуда (в первую очередь поверхностной височной артерии)
- болезненные ощущения кожи головы, иногда некрозы кожи головы
- челюстная клаудикация (букв. «хромота») (в 30 % случаев), т. е. паузы при жевании с целью избежать боли челюстных мышц
- болезненная клаудикация верхних конечностей (рук) (при поражении дуги аорты, часто, однако, симптоматичное)
- симптомы неврита/невропатии конечностей

Нарушения зрения и окологлазные симптомы
- понижение резкости зрения, ишемическая оптическая нейропатия передняя (AION) (в 66 % случаев)
- преходящий амавроз (временная потеря зрения)
- диплопия (двоение в глазах)
- птоз верхнего века

Симптомы церебральной ишемии
Ревматическая полимиалгия
- в 40 до 60 % случаев гигантоклеточный артериит ассоциирован с ревматической полимиалгией
- болевые ощущения в области шейно-плечевого отдела и поясницы, в основном утром
- утренняя скованность, длящаяся дольше 45 минут

## Диагностика

### Диагностические критерии
1. возраст более 50 лет, прежде всего женский пол
2. новая локализованная головная боль
3. болезненность или утолщение поверхностной височной артерии (боль при пальпации или ослабленное пульсирование)
4. скорость оседания эритроцитов равная или превышающая 50 мм/час
5. патологические изменения в области поверхностной височной артерии в биопсии

При наличии трех из пяти критериев имеется высокий шанс диагностирования гигантоклеточного артериита (чувствительность 93,5 %, специфичность 91,2 %).

### Диагностические процедуры
- Клиническое обследование: височные артерии утолщены или с узелками, болезненны при пальпации, удлинены (это может быть и артериосклеротическая элонгация); пульсирование височных артерий отсутствует или его сложно обнаружить; кожа головы болезненно чувствительна (редко также в затылочной области, но это может быть и цервикальный синдром); местное покраснение или посинение (цианоз) кожи; снижение резкости зрения; возможен птоз; слабый или отсутствующий пульс в области артерий рук
- Лабораторный анализ: повышенная скорость оседания эритроцитов (равная или превышающая 50 мм/ч, средние значения около 90 мм в первый час, но в 5 % случаев нормальные значения несмотря на активное воспаление), повышенный C-реактивный белок (средние значения около 9 мг/дл), повышенный фибриноген, нормохромная нормоцитарная анемия, тромбоцитоз (выше 400 тыс. в мкл), слабо повышенные трансаминазы и щёлочная фосфатаза, повышенные антифосфолипидные антитела, фактор VIII и IL-6
- Ультразвуковое дуплексное сканирование (с частотой 10 МГц): обследование поверхностной височной артерии из-за её сегментального поражения, обнаружение гипоэхогенного ореола вокруг кровеносного сосуда («хало»), чувствительность 94 % и специфичность 81 %, обнаруживается ещё спустя 2—3 недели после начала терапии кортикостероидами. Важно до биопсии удостовериться в том, что височная артерия не является сосудом, снабжающим мозг (в этом случае обнаруживается ретроградный кровоток в периорбитальных сосудах вследствие стеноза внутренней сонной артерии)
- Биопсия (поверхностной височной артерии): в первую очередь у пациентов с отрицательным результатом ультразвукового сканирования, не должна отсрочивать начало медикаментозного лечения, по возможности должно проводиться в течение 3-х дней после начала такового лечения, имеет смысл в течение 2 недель с момента постановки диагноза; следует выбирать клинически доминантную сторону и брать участки сосуда длиной 1,5—2 см.
- Магнитный резонансный томограф (МРТ): поиск асимптоматичных инсультов. Обнаружение МР-ангиографией одематозных стенок кровеносных сосудов.
- Офтальмологическое обследование, фундоскопия: бледнота и одематозное утолщение оптического нерва, отчасти ретинальные микрокровотечения и микроинфаркт (cotton-wool spots)

## Дифференциальная диагностика
- миеломная болезнь
- вирусные инфекции
- эндокардит
- вирусный гепатит (A, B, C)
- ВИЧ
- опухолевые (раковые) заболевания
- системная красная волчанка
- ревматоидный артрит

## Лечение
- Рекомендуется начинать лечение сразу же после постановки клинического диагноза. В случае гигантоклеточного артериита без визуальных симптомов или других сосудистых осложнений назначают преднизолон 60—80 мг в сутки (что соответствует 1 мг/кг массы тела/день). Такая доза принимается до освобождения от симптомов и нормализации лабораторных параметров. В случае гигантоклеточного артериита с визуальными симптомами или сосудистыми осложнениями назначают внутривенную терапию метилпреднизолоном от 500 до 1000 мг/день в течение 3 дней, с последующим приёмом per os.
- Уменьшение дозировки: её предпосылки – это отсутствие активности заболевания, отсутствие рецидива в ходе уменьшения дозировки. Обыкновенно принимают 60 мг/день в течение 1—2 недель, затем уменьшают дозу на 10 мг с целью через 4 недели достичь 30 мг/день. Перед каждым шагом уменьшения дозы проводят лабораторный анализ (С-реактивный белок и скорость оседания эритроцитов). Начиная с 30 мг/день дозу уменьшают пошагово на 2,5 мг каждые 2 недели до 15 мг/день, с 15 мг/д уменьшают по 1 мг в месяц.
- При клиническом и лабораторном рецидиве вновь увеличивают дозировку до последней действенной дозы + 10 мг.
- Для уменьшения дозировки кортикостероидов иногда назначают тоцилизумаб подкожно 162 мг в неделю или метотрексат 15—25 мг в неделю (с фолиевой кислотой на следующий день) или (при непереносимости метотрексата) азатиоприн.
- Аддитивная терапия: ацетилсалициловая кислота 100 мг/день, профилактика остеопороза (витамин D, напр. 20000 U в неделю), при отсутствии почечной недостаточности памидронат 30 мг каждые 3 месяца, при почечной недостаточности ибандронат 2—3 мг каждые 3 месяца, профилактика язвы желудка (напр., пантопразол 40 мг/день при дозе кортикоидов выше 10 мг/день)
- Необходимы регулярные обследования и контроль активности заболевания (3, 6 и 9 недель после постановки диагноза), лабораторный анализ вначале проводится еженедельно, начиная с дозы кортикоидов в 30 мг/день – каждые 4 недели, ежемесячно рекомендуется измерение кровяного давления и концентрации сахара в крови, а также массы тела. В начале лечения и по прошествии 2-х лет рекомендуется провести остеоденситометрию. Офтальмолог измеряет внутриглазное давление каждые 6 месяцев. Пациентам рекомендуется избегать употребление нестероидальных противовоспалительных препаратов.